# The Circus (musikalbum)
The Circus är den brittiska synthpopduon Erasures andra studioalbum, utgivet den 30 mars 1987. Albumet, som blev duons genombrott i Storbritannien, nådde 6:e plats på UK Albums Chart. Den första singeln från albumet, "Sometimes", nådde 2:a plats på UK Singles Chart.
Albumet The Two Ring Circus, även det släppt 1987, innehåller remix-versioner av låtarna på The Circus.

## Låtförteckning
Samtliga låtar är komponerade av Andy Bell och Vince Clarke, där annat ej anges.
1. "It Doesn't Have to Be" – 3:53
2. "Hideaway" – 3:48
3. "Don't Dance" – 3:36
4. "If I Could" – 3:52
5. "Sexuality" – 3:55
6. "Victim of Love" – 3:40
7. "Leave Me to Bleed" – 3:21
8. "Sometimes" – 3:38
9. "The Circus" – 5:30
10. "Spiralling" – 3:10

Bonuslåtar på CD-utgåvan
1. "In the Hall of the Mountain King" (från Edvard Griegs Peer Gynt) – 2:58
2. "Sometimes" (Extended Mix) – 5:22
3. "It Doesn't Have To Be" (The Boop Oopa Doo Mix) – 7:12